# Ledebur-Garten

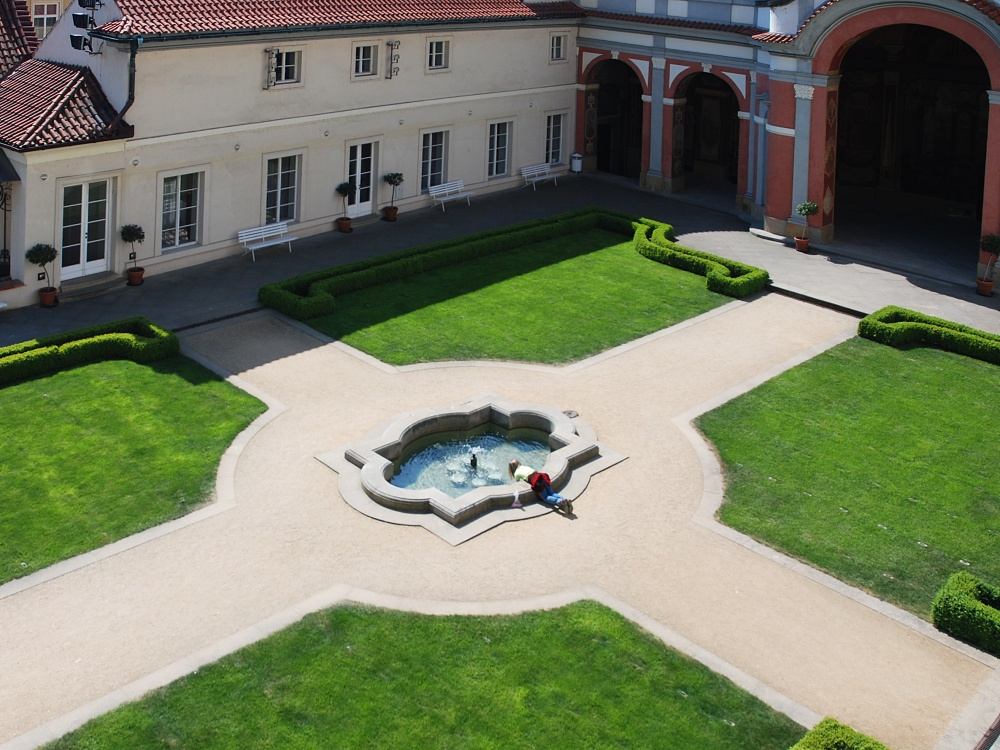
Ledebur-Garten, die untere Terrasse.

Der Ledebur-Garten (tschechisch Ledeburská zahrada) ist ein barocker Terrassengarten auf der Prager Kleinseite. Er liegt hinter dem Ledebur-Palais und gehört zu den miteinander verbundenen Palastgärten auf einem steilen Südhang unterhalb der Prager Burg. Er ist nach Graf Adolf von Ledebur benannt, der das Palais mit dem Garten im Jahr 1852 erworben hat.
Das Ledebur-Palais ist Sitz der Nationalen Denkmalbehörde, die die Palastgärten verwaltet. Der Garten hat eine Fläche von 0,18 Hektar und liegt auf einer Höhe von 205 m bis 230 m. Zusammen mit dem Ledebur-Palais ist er als Nationales Kulturdenkmal geschützt. Das Parterre mit Sala terrena wird auch für Kulturveranstaltungen, Konzerte oder gesellschaftliche Ereignisse genutzt.

## Beschreibung

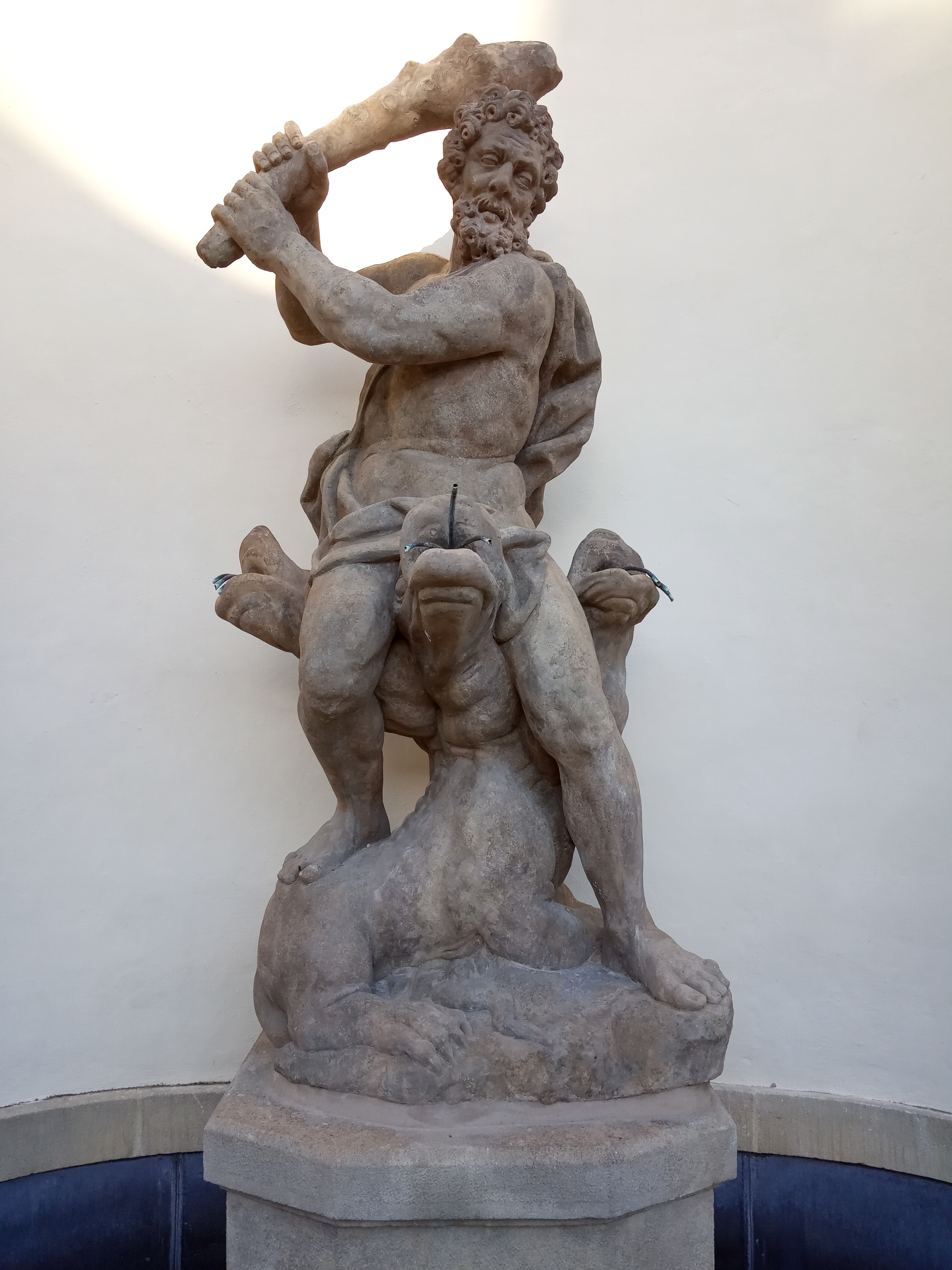
Statue von Herkules und Zerberus

Der Ledebur-Garten gliedert sich in zwei Teile, einen ebenen unteren Teil – das Parterre, und einen Terrassengarten.
Das Parterre schließt im Westen mit einer großen Sala terrena (Gartensaal) ab. Sie ist im Innern mit wertvollen Wandmalereien aus der antiken Mythologie ausgeschmückt, die von Wenzel Lorenz Reiner aus dem Jahr 1730 stammen. Im Osten ist das Parterre mit einer kunstvoll gestalteten Wand mit symmetrisch nach rechts und links aufsteigenden Treppen begrenzt. In der Mitte zwischen den Treppen befindet sich eine Nische mit dem Herkulesbrunnen, die Skulptur stellt Herkules im Kampf mit Zerberus dar. Über die linke Treppe gelangt man zum oberen Teil des Gartens. Es erstreckt sich über fünf Terrassen, die durch symmetrisch angeordnete steile Treppen miteinander verbunden sind. Die obere Terrasse wird von einem offenen fünfeckigen Pavillon dominiert.
In der Mitte des Parterres steht ein Springbrunnen. Die Terrassen sind mit Blumen und Büschen geschmückt, an den Stützmauern ranken Weinreben und Kletterrosen. Von den oberen Terrassen eröffnet sich eine beeindruckende Sicht auf die Prager Kleinseite und die Altstadt. Im Garten befinden sich auch eine gut erhaltene Sonnenuhr und die Skulptur Dar nebes a země (deutsch Gabe des Himmels und der Erde) von Jan Štursa aus dem Jahr 1920.

## Geschichte

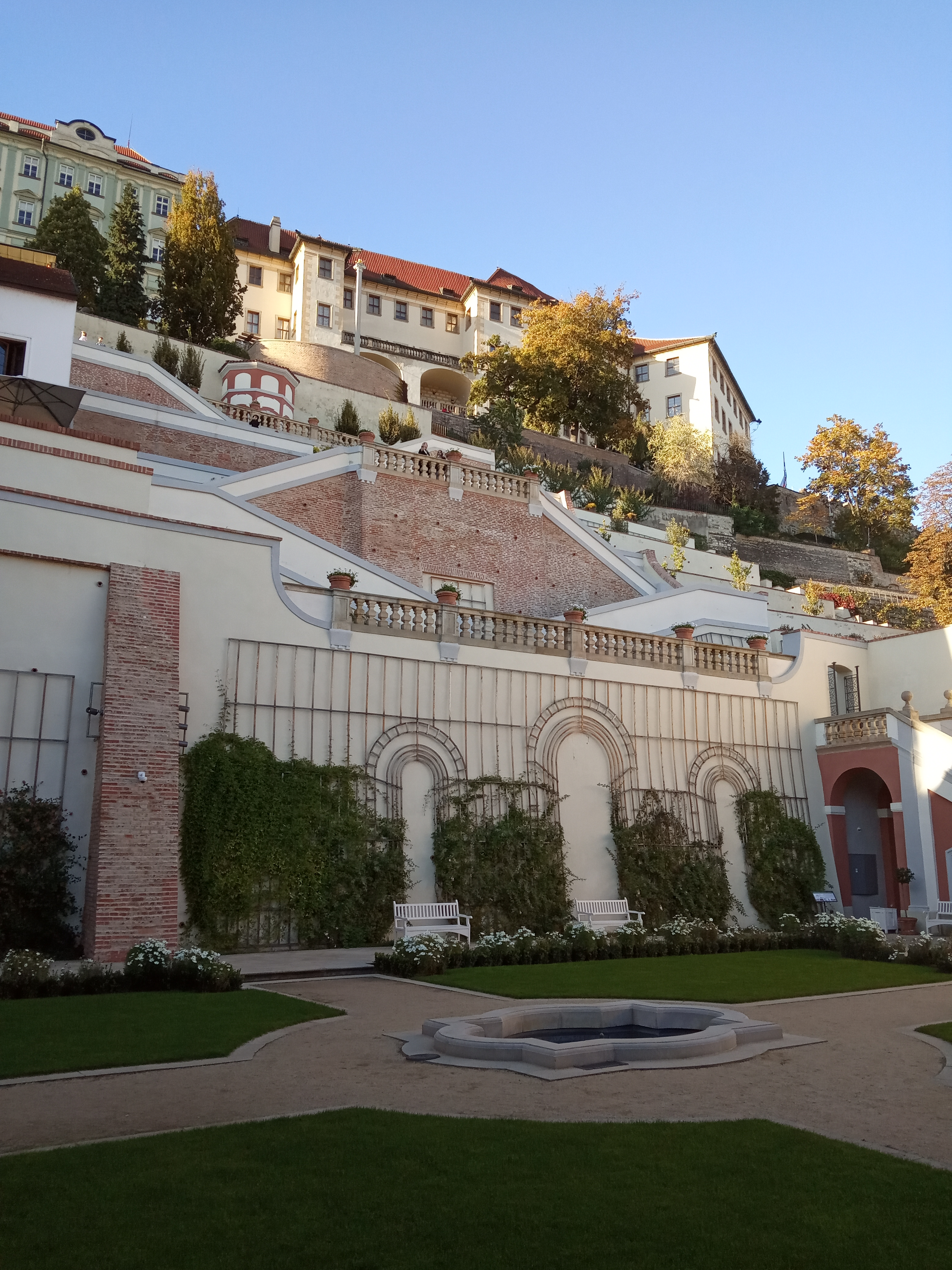
Überblick über den Garten

Der Garten wurde im Jahr 1665 von Jan Václav z Kolowrat aus dem Adelsgeschlecht Kolowrat angelegt, nachdem hier schon 1601 durch Verbindung zweier Renaissancehäuser das Palais erbaut worden war. Im Jahr 1697 kauften Maria Charlotta und Leopold Anton aus dem Adelsgeschlecht Trauttmansdorff das Anwesen, deshalb heißt das Palais auch Trauttmansdorf-Palais. Anfang des 18. Jahrhunderts wurde im Parterre die große Sala terrena gebaut. Der Architekt ist nicht genau bekannt, infrage kommen Johann Blasius Santini-Aichl, Giovanni Battista Alliprandi oder Franz Maximilian Kaňka.
Im Jahr 1787 wurde das Palais und der Garten durch den neuen Eigentümer Josef Krakovský z Kolowrat neugestaltet. Nach dem Entwurf von Johann Ignaz Palliardi entstand der barocke Terrassengarten in der heutigen Form und im Parterre wurde die kunstvolle Wand gegenüber Sala terrena mit der Treppe und dem Herkulesbrunnen erbaut. Im Jahr 1852 erwarb Graf Adolf von Ledebur aus dem böhmischen Zweig der Familie das Palais, seitdem tragen das Palais und der Garten seinen Namen. Nach 1945 wurde das Palais durch das Informationsministerium benutzt.
Ab Mitte des 19. Jahrhunderts verfiel der Garten und musste in den 1970er Jahren wegen seines baufälligen Zustandes geschlossen werden. In den 1990er Jahren begann dann eine grundlegende Sanierung aller Palastgärten. Nach dem Abschluss der ersten Sanierungsphase wurde im Jahr 1995 der Ledebur-Garten zusammen mit dem Kleinen Pálffy-Garten feierlich für die Öffentlichkeit eröffnet. Eine weitere Sanierung erfolgte in den Jahren 2016–2021.